# Dąb Przewodnik
Dąb „Przewodnik” – dąb szypułkowy (Quercus robur) rosnący we Wrocławiu przy, na osiedlu Huby, przy skrzyżowaniu ulicy Suchej oraz ulicy Borowskiej, naprzeciwko głównego wejścia do galerii handlowej Wroclavia. Jest pomnikiem przyrody na mocy Uchwały Rady Miejskiej Wrocławia (nr X/199/03) z dnia 12 czerwca 2003 roku w sprawie uznania za pomniki przyrody. Jego obecna nazwa została natomiast nadana na mocy Uchwały Rady Miejskiej Wrocławia (nr LVI/3323/06) z dnia 5 października 2006 roku w sprawie nadania nazwy „Przewodnik” pomnikowi przyrody dębowi szypułkowemu (Quercus robur) u zbiegu ul. Borowskiej i ul. Suchej. Jego nazwa została zaproponowana przez Koło Przewodników Miejskich Wrocławskiego Oddziału PTTK i ma nawiązywać do jego lokalizacji w pobliżu dwóch głównych węzłów komunikacyjnych we Wrocławiu: Dworca Głównego oraz Dworca Autobusowego.
Jest jednym z najstarszych drzew we Wrocławiu, jego wiek szacowany jest na około 300 lat. Obwód jego pnia wynosi 461 cm.